# 卡爾德雷羅斯山脈

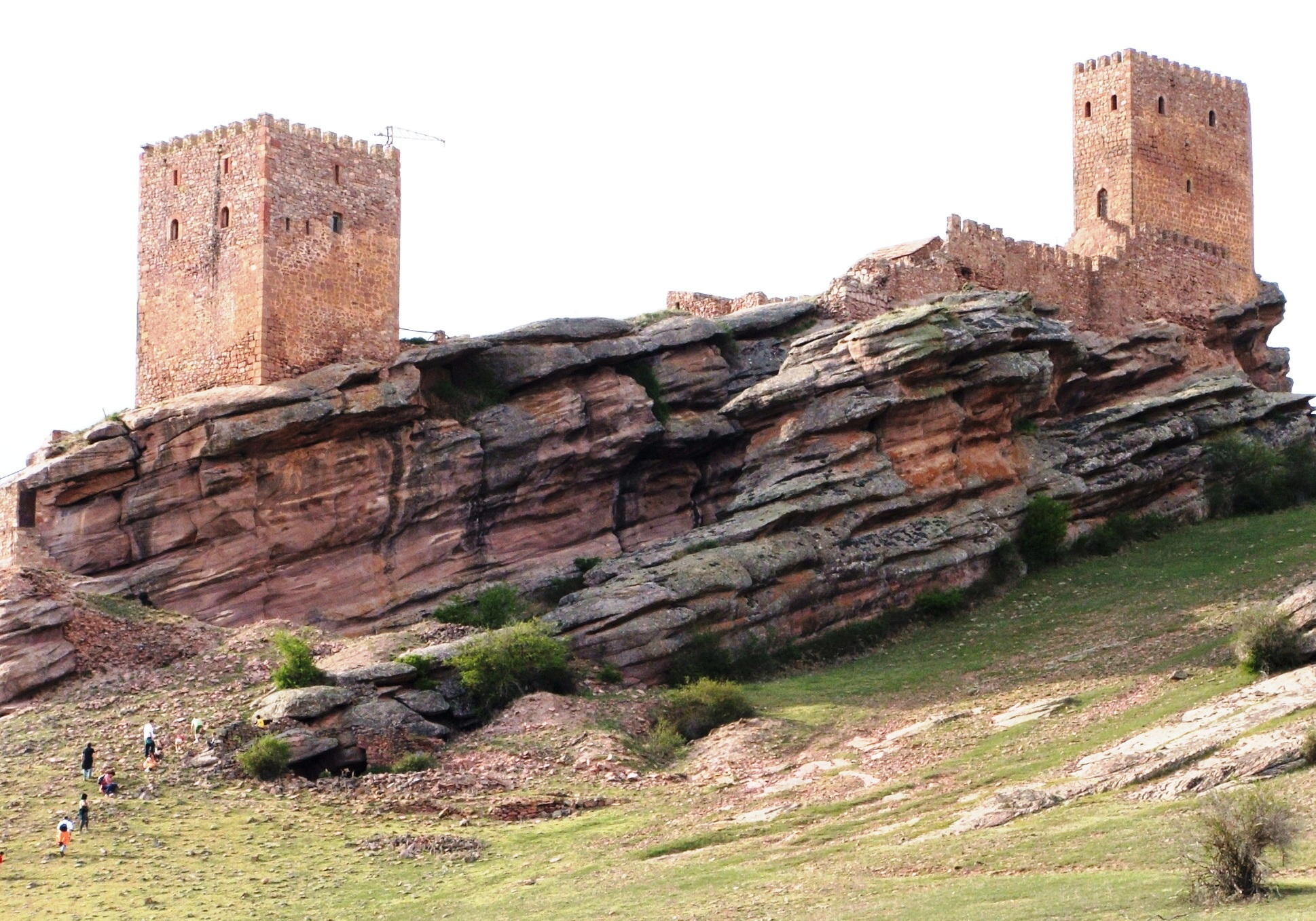

卡爾德雷羅斯山脈（西班牙語：Sierra de Caldereros），是西班牙的山脈，位於卡斯蒂利亞-拉曼恰自治區的瓜達拉哈拉省以東，屬於伊比利亞山脈的一部分，全長16公里，最高點海拔高度1,457米。